# 幸田雅治
幸田雅治 （こうだ まさはる、1955年 - ）は日本の弁護士、行政学者。専門は地方自治制度、地方議会制度。神奈川大学法学部教授。

## 来歴
1955年生まれ。1979年東京大学法学部を卒業し、自治省入省。以降、内閣官房内閣審議官、総務省自治行政局行政課長、総務省消防庁国民保護・防災部長などを歴任。2012年から中央大学大学院公共政策研究科教授、2013年弁護士登録(第二東京弁護士会)。2014年より神奈川大学法学部教授。

## 主要業績

### 共著
- (佐々木敦朗・長谷川彰一・三嶋和夫)『地域づくり戦略』　ぎょうせい、1995年　ISBN 4324045011
- (安念潤司・生沼裕)『政策法務の基礎知識』第一法規、2004年、　ISBN 978-4-474-01788-7
- (坂弘二)『自治体職員研修講座 政策形成・自治体法務』学陽書房、2007年　ISBN 	9784313204010
- (安念潤司・生沼裕)『<改訂版>政策法務の基礎知識』第一法規、2008年　ISBN 4474023978
- (室崎益輝)『市町村合併による防災力空洞化　東日本大震災で露呈した弊害』ミネルヴァ書房、2013年　ISBN 9784623067046
- (室崎 益輝・佐々木晶二・岡本正)『自治体の機動力を上げる 先例・通知に学ぶ大規模災害への自主的対応術』第一法規、2019年　ISBN 4474066723

### 編著
- 『危機発生!そのとき地域はどう動く―市町村と住民の役割』第一法規、第一法規、2008年　ISBN 4474023730
- 『行政不服審査法の使いかた』法律文化社、2016年　ISBN 4589037874
- 『地方自治論』法律文化社、2018年　ISBN 978-4-589-03904-0

### 共編著
- (中邨章)『危機発生後の72時間─いかに素早くかつ的確に対応するか─』第一法規、2006年　ISBN 4474019385
- (野口貴公美)『安全・安心の行政法学―「いざ」というとき「何が」できるか？』ぎょうせい、2009年　ISBN 4324086915
- (近藤幹生・小林美希)『保育の質を考える』明石書店、2021年　ISBN 	9784750351681

### 分担執筆
- (城山英明・細野助博)『続中央省庁の政策形成過程』　中央大学出版会、2002年　ISBN 4805711264
- (滝野欣弥)『最新地方自治法講座 7』ぎょうせい、2003年　ISBN 4324065365
- (日本弁護士連合会)『公文書管理』明石書店、2019年　ISBN 9784750349015
- (神奈川大学法学研究所)『エビデンスに基づいた政策決定(EBPM)—横浜市のIR推進から考える』公人の友社、2021年　ISBN 4875558708